# Delivery.com
Delivery.com — американский онлайн-сервис, позволяющий с помощью мобильного приложения заказать доставку с различных магазинов и ресторанов на дом. Компания в настоящее время имеет более миллиона пользователей, сотрудничает с более, чем 12 000 ресторанами, продуктовыми магазинами, прачечными и химчистками. Штаб-квартира компании располагается в Нью-Йорке. Услуги оказываются в более, чем сотне крупнейших городов США, в числе которых Чикаго, Бостон, Сан-Франциско, Лос-Анджелес и Вашингтон. В 2014-2016 годах Delivery.com вышла на международный рынок, открыв свой филиал в Гонконге, который впоследствии продала компании Foodpanda.

## Деятельность

### Онлайн-заказы
Пользователи могут размещать заказы онлайн через официальный веб-сайт сервиса — www.delivery.com, либо загрузить мобильное приложение, которое имеется для операционных систем iOS или Android. Чтобы разместить заказ, пользователь должен сначала ввести свой адрес, чтобы узнать, с каких местных магазинов доступна доставка на дом. С этих магазинов пользователи могут добавлять товары в «корзину» (среди доступных для заказа категорий — еда, алкоголь, услуги прачечной, включая стирку, химчистку или пошив). Предоставояются различные безопасные способы оплаты заказанных товаров. Для оплаты услуг можно использовать популярные платежные системы PayPal, Apple Pay, Visa Checkout, либо же оплатить заказ наличными деньгами. Также есть возможность оставить чаевые для курьера, по усмотрению клиента.
Сама платформа delivery.com не делает и не готовит продукты питания, не обрабатывает белье, не доставляет любой из проданных товаров. Когда пользователь размещает заказ в системе, то все его детали автоматически перенаправляются в нужный магазин, который, в свою очередь, занимается подготовкой, формированием и доставкой заказа.

### API партнеры
Delivery.com предлагает собственный API для разработчиков, который позволяет другим сервисам внедрять у себя инструменты продаж от delivery.com. Благодаря этой опции ряд популярных магазинов пользуются платформой, представленной delivery.com, в их числе: Workwork, LevelUp, Breakmethat.com, Menulesess.com Zipongo, Foodme.io и др. 
11 февраля 2016 года Delivery.com сообщил об интеграции с сервисом Foursquare, что позволило делать заказы с помощью нового мобильного приложения.

### Конкуренты
Среди основных конкурентов Delivery.com на американском рынке следует отметить сервисы Grubhub, Seamless, Eat24, ChowNow, Uber Eats, Postmates, DoorDash.